# The Colony, Texas
The Colony là một thành phố thuộc quận Denton, tiểu bang Texas, Hoa Kỳ. Năm 2010, dân số của xã này là 36328 người.

## Dân số
- Dân số năm 2000: 26531 người.
- Dân số năm 2010: 36328 người.